# Elsa Massa
Elsa Pozzi de Massa, más conocida como Chiche (Casilda, 23 de agosto de 1924-Rosario, 20 de junio de 2018), fue una activista argentina por los derechos humanos integrante de las Madres de la Plaza 25 de Mayo, sección rosarina de Madres.

## Breve reseña
Chiche refiere que nació el 8 de enero de 1924, aunque fue registrada unos meses más tarde. Dice Chiche: Desgraciadamente no le he podido dar sepulcro a mi hijo porque no sé donde está, no lo encuentro y sigo buscándolo. En la madrugada del 29 de enero de 1976 Chiche soportó un allanamiento feroz en su hogar por un grupo de tareas que buscaba a su hijo Ricardo, que no estaba.  Cuando se fueron hicieron estallar una bomba que destruyó gran parte de la casa, salvando su vida y la de su marido por poco. Desde 1995, es parte de las Madres de la Plaza 25 de Mayo de Rosario.

## Actividad
De contextura física pequeña, Chiche brindó conferencias y participó de presentaciones de libros sobre derechos humanos hasta avanzada edad. En 2014 recibió junto a Norma Vermeulen de manos del exministro de Defensa, copias de las actas secretas de las Juntas Militares.
También habló en el acto durante fue bautizada una escuela como “Madres de Plaza 25 de Mayo”.
Casi hasta la muerte de ambas, acaecida con pocas semanas de diferencia, Elsa Massa junto a Norma Vermeulen marchaban cada jueves en la Plaza 25 de Mayo de Rosario, bajo la consigna "Nunca más".

### Ricardo Alberto Massa
(21 de agosto de 1947),  secuestrado-desaparecido a los 30 años el 26 de agosto de 1977 en Rosario. Ricardo era médico y se había desempeñado en la Universidad Nacional de Rosario entre 1974 y 1975. Formaba parte de la Juventud Peronista y luego de Montoneros. Tenía pensado volver a Rufino, ciudad donde residía y trabajaba ya que Susana, su compañera, médica patóloga, también desaparecida, había instalado un laboratorio.
En marzo de 2015, el gobierno de Santa Fe entregó los archivos-expedientes de los desaparecidos: María Marta Forestello, Ricardo Massa y Osvaldo Vermeulen. Estos documentos fueron recibidos por sus respectivas madres: Lila Forestello, Chiche Massa y Norma Vermeulen.

## Homenajes

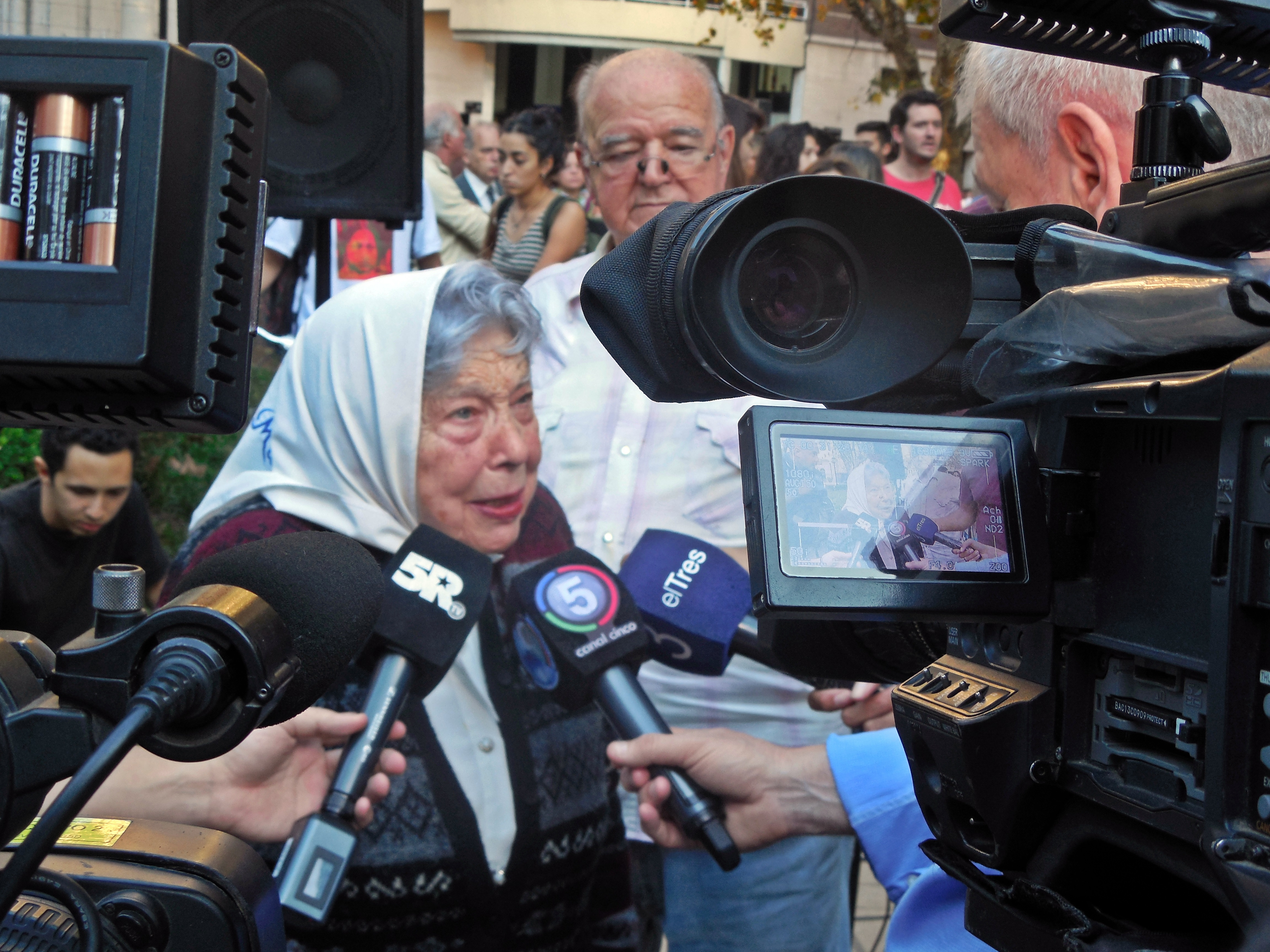
Chiche en la Plaza, el 4 de mayo de 2017

Rosario sumó un espacio de memoria con la obra permanente del artista plástico Dante Taparelli “Pasos Encontrados”, en la Plaza 25 de Mayo, compuesta de bloques de cemento y bronce replicando las huellas reales de varias de las mujeres que integraron e integran las Madres de la Plaza 25 de Mayo, su lucha y testimonio, entre ellas las de Elsa Massa. En 2016 se realizó un homenaje a las Madres, inaugurando una escultura cinética llamada “La ronda”. “Salir a buscar a nuestros hijos era lo menos que nos tocaba hacer”, dijo Elsa Chiche Massa. En 2016 la Cámara de Diputados de Santa Fe distinguió como "mujer destacada" de la provincia a Chiche Massa.